# Dywidag International
Die Dywidag International GmbH ist ein ehemaliges deutsches Bauunternehmen mit Sitz in München. Es entstand im Jahr 2000 im Zuge einer Umstrukturierung der Dyckerhoff & Widmann (Dywidag). Das Unternehmen war zuletzt Teil des Strabag-Konzerns, der nach Auflösung der Gesellschaft im Jahr 2011 deren Aktivitäten übernahm.

## Unternehmensgeschichte
Dywidag führte seit 1891 auch außerhalb Deutschlands Bauprojekte aus. Die Durchführung dieser Auslandsprojekte war in der Dywidag in der damaligen Organisationseinheit „Hauptniederlassung Ausland“ angesiedelt. Zum 1. Januar 2000 gründete die Dywidag für den außereuropäischen Teil ihres Auslandsgeschäftes die Dywidag International.
Um die Kontinuität aller Geschäftsbeziehungen sicherzustellen, trat die Dywidag International als hundertprozentige Tochtergesellschaft der Dywidag in die Verträge, Vereinbarungen und Rechtsverhältnisse der bisherigen Niederlassung Ausland ein. Das gesamte Personal der Hauptniederlassung Ausland wurde ebenfalls in die Dywidag International übernommen.
Im Rahmen der Fusion der Walter Bau-AG und der Dywidag im August 2001 wurde die Dywidag International eine Tochtergesellschaft des fusionierten Unternehmens, die unter dem Namen „Walter Bau-AG vereinigt mit Dywidag“ weiterarbeitete. Die Dywidag International stellte nach der Fusion die bestehenden Auslandsprojekte der Walter Bau fertig und betrieb das Auslandsgeschäft des fusionierten Baukonzerns.
Nach der Insolvenz der Walter Bau vereinigt mit Dywidag im Februar 2005 erwarb der Strabag-Konzern die Dywidag International zusammen mit Dywidag Bau und der ehemaligen Walter-Heilit Verkehrswegebau (danach: Heilit+Woerner Bau). Hierbei wurden die im Deutschland- und Europa-Geschäft tätigen Gesellschaften Dywidag Bau und Heilit+Woerner Bau der deutschen Strabag AG, Köln, Deutschland, angegliedert. Die Dywidag International hingegen wurde direkt der Konzernmutter, Strabag SE, Wien zugeordnet. Im Februar 2011 beschloss der Vorstand der Strabag, die Dywidag International aufzulösen.

## Ehemalige Aktivitäten
Zu den Spezialgebieten der Dywidag International gehörten die Bereiche Tunnelbau, Infrastruktur (insbesondere Flughäfen und Brücken), Wasserver- und Entsorgung, Industriebau und Kühltürme sowie im Kompetenzcenter für Flüssiggastanks (LNG-Tanks).

### Entwicklung des Auslandsbaugeschäftes
Ausgeführt durch Vorläuferorganisationseinheiten der Dywidag International:
- 1891: Erstes Auslandsbauprojekt ist ein Gassammelbehälter in Maastricht, Niederlande
- 1909–1911: erste Bauten in Österreich, Belgien, Italien, Schweiz, Türkei und Argentinien
- 1929–1934: erste Bauten in Algerien, Indien, USA und Naher Osten

Nach dem Zweiten Weltkrieg erfolgte eine starke Ausweitung des Auslandsgeschäftes weltweit.
Weitere große Auslandsprojekte, zum Teil in internationalen Arbeitsgemeinschaften ausgeführt, waren:
- TV Center Riyadh, Saudi-Arabien
- Don Muang Tollway, Bangkok, Thailand
- Werftanlage Lumut, Malaysia
- Wasserkraftwerk Yacyreta, Argentinien
- Metro Medellin, Kolumbien
- Puclaro Dam, Chile
- Flughafen Yaoundé Nsimalen International, Kamerun
- Manantali Dam, Mali
- Skye Bridge, Schottland